# Mario Dolder
Mario Dolder (* 22. Juni 1990) ist ein ehemaliger Schweizer Biathlet.

## Leben
Mario Dolder gab 2007 sein internationales Debüt im Rahmen der Juniorenrennen des IBU-Cups. Sein erstes Grossereignis lief er im weiteren Verlauf der Saison mit den Biathlon-Juniorenweltmeisterschaften 2008 in Ruhpolding, wo er 58. des Einzels, 77. der Verfolgung und Elfter mit der Staffel wurde. Ein Jahr später gewann er in Canmore hinter Kurtis Wenzel und Erlend Bjøntegård die Bronzemedaille im Sprint. Im Verfolger schoben sich noch Ludwig Ehrhart und Tomas Kaukėnas an ihm vorbei und er wurde Fünfter, im Einzel zudem 19. Im weiteren Verlauf des Jahres nahm Dolder in Oberhof an den Rollski-Juniorenrennen der Sommerbiathlon-Weltmeisterschaften 2009 teil und belegte dort die Plätze 26 im Sprint, 32 in der Verfolgung und neun mit der Staffel. Bei den Biathlon-Juniorenweltmeisterschaften 2010 in Torsby wurde der Schweizer Siebter des Einzels, 35. des Sprints und 14. der Verfolgung. Die Junioren-WM 2011 wurde in Nové Město na Moravě ausgetragen, wo Dolder 65. des Einzels, 55. des Sprints und 48. der Verfolgung sowie Staffel-14. wurde. Es folgten die Juniorenrennen bei den Biathlon-Europameisterschaften 2011 in Ridnaun mit den Plätzen 25 im Einzel, 13 im Sprint, 34 in der Verfolgung und fünf mit der Mixed-Staffel der Schweiz.
Seit der Saison 2008/09 startet Dolder bei den Männern im IBU-Cup. Sein erstes Rennen bestritt er im Rahmen eines Einzels in Obertilliach, bei dem er den 89. Platz belegte. Es dauerte bis zum Ende der Saison 2010/11, dass Dolder in Annecy als 30. eines Sprints und 27. eines Verfolgungsrennens erste Punkte gewann. Seit Beginn der Saison 2011/12 startet der Schweizer im Biathlon-Weltcup. Sein erstes Rennen bestritt er zum Auftakt der Saison bei einem Einzel in Östersund, bei dem er 94. wurde. Eine Woche später kam er in Hochfilzen erstmals in einer Weltcup-Staffel zum Einsatz. Wiederum eine Woche darauf gewann er als 34. eines Sprints an selber Stelle erste Weltcup-Punkte und qualifizierte sich zudem erstmals für ein Verfolgungsrennen im Weltcup.
National gewann Dolder 2008 in Realp hinter Benjamin Weger die Silbermedaillen in Sprint und Verfolgung der Junioren, 2009 ebenda erneut Silber im Sprint hinter Weger. Im Verfolgungsrennen konnte er Weger besiegen und den Titel gewinnen. 2010 gewann er in La Lécherette beide Titel vor Serafin Wiestner, 2011 wieder in Realp wurde er im Sprint Vizemeister hinter Gaspard Cuenot und gewann den Titel im Massenstart vor Wiestner. 2009 gewann er in der Förderklasse des Baselbieter Sportpreises. Bei der erstmaligen Teilnahme an den Schweizer Meisterschaften der Elite im Jahr 2012 gewann er im Sprint den Titel vor Ivan Joller und Benjamin Weger, im Massenstart wurde er Vierter.

## Statistiken

### Weltcupplatzierungen
Die Tabelle zeigt alle Platzierungen (je nach Austragungsjahr einschliesslich Olympische Spiele und Weltmeisterschaften).
- 1.–3. Platz: Anzahl der Podiumsplatzierungen
- Top 10: Anzahl der Platzierungen unter den ersten zehn (einschliesslich Podium)
- Punkteränge: Anzahl der Platzierungen innerhalb der Punkteränge (einschliesslich Podium und Top 10)
- Starts: Anzahl gelaufener Rennen in der jeweiligen Disziplin
- Staffel: inklusive Mixed- und Single-Mixed-Staffeln

| Platzierung         | Einzel | Sprint | Verfolgung | Massenstart | Staffel | Gesamt |
| ------------------- | ------ | ------ | ---------- | ----------- | ------- | ------ |
| 1. Platz            |        |        |            |             |         |        |
| 2. Platz            |        |        |            |             |         |        |
| 3. Platz            |        |        |            |             |         |        |
| Top 10              |        | 1      |            |             | 17      | 18     |
| Punkteränge         | 1      | 24     | 15         | 1           | 48      | 89     |
| Starts              | 20     | 64     | 33         | 1           | 48      | 166    |
| Stand: Karriereende |        |        |            |             |         |        |

### Olympische Winterspiele
Ergebnisse bei Olympischen Winterspielen:
|                                             | Einzelwettbewerbe | Einzelwettbewerbe | Einzelwettbewerbe | Einzelwettbewerbe | Staffelwettbewerbe | Staffelwettbewerbe |
| Sprint                                      | Verfolgung        | Einzel            | Massenstart       | Herrenstaffel     | Mixedstaffel       |                    |
| ------------------------------------------- | ----------------- | ----------------- | ----------------- | ----------------- | ------------------ | ------------------ |
| Olympische Winterspiele 2018 \| Pyeongchang | 64.               | –                 | 49.               | –                 | 15.                | –                  |